# Bundesmannschaftsmeisterschaft Kegel
Die Bundesmannschaftsmeisterschaft Kegel (auch: Kegelbillard-Bundesliga) ist Deutschlands höchste Spielklasse im Mannschafts-Kegelbillard.
Dabei ermitteln acht Mannschaften an je sieben Hin- und Rückrundenspieltagen den Deutschen Kegelbillardmeister und die Absteiger in die Oberligen der Landesverbände.
Ein Spieltag besteht aus sechs Kegelbillard-Partien bis 100 Punkte. Als Ergebnis des Spieltages wird die Summe aller erzielten Punkte gewertet.
Die Bepunktung der Begegnungen in der Tabelle erfolgt nach der „2-Punkte-Regel“ (Sieg: 2, Unentschieden: 1, Niederlage: 0).